# Vescovana
Vescovana település Olaszországban, Veneto régióban, Padova megyében. Lakosainak száma 1715 fő (2023. január 1.). Vescovana Boara Pisani, Granze, Sant’Urbano, Stanghella, Barbona, Rovigo és Villa Estense községekkel határos.

## Népesség
A település lakossága az elmúlt években az alábbi módon változott:
| Lakosok száma | 1825 | 1810 | 1715 |
|               | 2017 | 2018 | 2023 |